# Pietro d'Ancarano
Pietro di Ancarano, latinizzato come Petrus Ancharanus (1333 – 1416 circa), è stato un giurista italiano.
Lavorò nel solco della tradizione di Giovanni d'Andrea. Guadagnò il soprannome latino di anchora juris ("àncora del diritto"), ed era anche conosciuto come Pietro de Farneto.

## Biografia
Studiò diritto romano sotto Baldus de Ubaldis a Perugia, poi diritto canonico sotto Bartolomeo da Saliceto a Bologna. La sua carriera accademica si svolse principalmente a Bologna.
Fu un influente giurista e insegnante a Firenze dal 1390, ma trascorse del tempo anche a Siena e Venezia. Nel 1402 si trasferì all'Università di Ferrara, con Antonio da Budrio (che era stato uno dei suoi studenti) e Giovanni da Imola.
Elaboratore del conciliarismo, partecipò al Concilio di Pisa e al Concilio di Costanza per conto dell'antipapa Giovanni XXIII.

## Pensiero
Fu celebrato il commento di Pietro di Ancarano sui Decretali di Gregorio IX.
Nel Tractatus de schismate (composto nel 1405, inedito ma con ampia circolazione come manoscritto) le sue opinioni erano fondamentalmente a favore della monarchia papale; ma in termini di scisma occidentale come si presentava dopo il 1400, il comportamento dell'antipapa Benedetto XIII e di papa Gregorio XII lo fece spostare verso una risoluzione conciliare. Baldassarre Cossa (che presto diventerà antipapa con il nome di Giovanni XXIII) lo persuase, forse con Butrio, a scrivere nel 1405 sullo scisma. In linea con la facoltà di Bologna in generale e con Francesco Zabarella, credeva che papa Gregorio, in particolare, avrebbe dovuto mantenere gli impegni presi.

## Influenza
Il matrimonio di Tommaso Plantageneto, I duca di Clarence, e Margaret Holland nel 1412 rendeva necessaria una dispensa papale, a causa del grado di consanguineità dei coniugi definito nella legge canonica e nel Libro di Levitico. La dispensa fu concessa da Giovanni XXIII, contro un precedente abbastanza recente (il caso del 1392 di Bernardo VII, conte di Armagnac che desiderava sposare la vedova del suo defunto fratello Giovanni III, conte di Armagnac, e venne rifiutato da papa Clemente VII); questa procedette sulla base di un'opinione di Pietro di Ancarano (influenzato da Andrea). Questa opinione ha anche creato un precedente sui poteri papali.

## Opere
- (LA) Repetitio capituli Postulasti de foro competenti, Bologna, Annibale Malpigli, 1474. Tolosa 1484/90.
- (LA) Repetitio capituli Canonum statuta de constitutionibus, Roma, Johann Reinhard, 1475. Bologna 1493, Venezia 1500.
- Lectura super Clementinis, Venezia 1483.
- Disputatio super imprestitis montis novi, Venezia, ca. 1499/1500.

Scrisse inoltre numerosi Consilia, Repetitiones, Responsa e commenti ai Decretali, fra i quali:
- Consilia, Roma 1474, Pavia 1496.
  - (LA) Consilia, Lyon, Jacques Giunta, héritiers, 1549.
- Super I Librum Decretalium, Lyon 1518, Lyon 1535, Bologna 1581.
- Super II Librum Decretalium, Lyon 1519, Lyon 1535, Bologna 1581.
- Super Sexto Librum Decretalium, Venezia 1501.

### Manoscritti
- Tractatus de imprestitis Venetorum, XV secolo, Torino, Biblioteca Nazionale Universitaria, Fondo manoscritti, ms. E.II.5,  ff. 71-75.
- Votum de sedando schismate pisano, XV secolo, Milano, Biblioteca Ambrosiana, Fondo manoscritti, ms. H 220 inf. (1),  ff. 1r-16r.
- Dubia proposita et allegata in sacro concilio pisano per dominum Verdensem oratorem Ruperti regis novi electi impugnando contra concilium..., XV secolo, Milano, Biblioteca Ambrosiana, Fondo manoscritti, ms. H 220 inf. (8),  ff. 87r-109v.